# 黄立极
黃立極（1568年—1637年），字石笥，又字我範，號憲南，又號中五，直隸元城縣（今河北大名）人，明朝政治人物。

## 生平
萬曆二十八年（1600年）庚子科順天鄉試第三名舉人，三十二年（1604年）登甲辰科進士。工部观政，改翰林院庶吉士，三十五年授翰林院检讨，三十六年养病。四十年起补原职，四十一年任会试同考官，本年回籍調理。四十三年起补原职，四十四年升左赞善，四十七年升左春坊左谕德，天啓元年（1621年）南京主考。二年升右庶子，掌司經局印。同年升官詹事府少詹事，三年升協理府事禮部右侍郎。明熹宗即位後，以同鄉成為魏忠賢的親信，天启五年（1625年）擢禮部尚書，兼東閣大學士，入閣參預機務，不久加太子太保，文淵閣大學士。次年遷武英殿，建極殿大學士，取代顧秉謙為首輔，以“夜半片紙了當之”一語促魏忠賢於半夜誣殺熊廷弼。天啟七年（1627年）熹宗病危，召諭廷臣說，魏忠贤等“皆恪谨忠贞、可计大事。”黃立極等對曰：“陛下任贤勿贰，诸臣敢不仰体？”熹宗聽了高興，又下一道遗诏说：“以皇五弟信王由检嗣皇帝位。”
崇禎帝即位，力除魏黨，有山陰監生胡煥猷越俎上书，弹劾黃立極、施鳳來、張瑞圖等“身居揆席，漫无主持，甚至顾命之重臣毙於詔狱。滥加阉寺五等之爵、尚公之尊，生祠碑颂无所不至。”黃立極心不自安，上疏乞休，不久罷職。崇祯二年以阉党被削籍为民。

## 家族
曾祖黄維藩。祖黄琇，省祭。父黄炳，庠生。
子黄蘅若，中书舍人，娶懷慶府通判武魁軒女，继娶太学生傅振采女。次子黄菖若，县廪生，娶侍读学生陈生洲女。次子黄荃若，府廪生，娶榆社知县竇鳳苞女。次子黄菃若，县廪生，娶大学士成毖予女，继娶武庠生竇定寰女。次子黄俨若，邑庠生，娶工部侍郎郭旭阳女。一女嫁工部尚書劉遵憲子劉六德，一女嫁大学士魏道冲子魏桓。